# Parkes
Parkes is een plaats in de Australische deelstaat New South Wales met (medio 2016) 11.258 inwoners en bekend door Parkes radiotelescoop (The Dish).